# Hope Supercross Series 2024-2025
De Hope Supercross Series 2024-2025 was het 1ste seizoen van het regelmatigheidscriterium in het veldrijden. De Hope Supercross Series bestond uit 4 crossen op 2 locaties in de Verenigd Koninkrijk.
De Belg Yorben Lauryssen won bij de mannen terwijl bij de vrouwen de Belgische Laura Verdonschot alle wedstrijden won.

## Mannen elite

### Kalender en podia
| Datum             | Locatie                                  | Cat. | Winnaar          | Tweede           | Derde          | Leider in het klassement |
| ----------------- | ---------------------------------------- | ---- | ---------------- | ---------------- | -------------- | ------------------------ |
| 14 september 2024 | Hope Supercross #1 - Wyke, Bradford      | C2   | Thomas Mein      | Yorben Lauryssen | Ben Askey      | Thomas Mein              |
| 15 september 2024 | Hope Supercross #2 - Wyke, Bradford      | C2   | Thomas Mein      | Yorben Lauryssen | Toby Barnes    | Thomas Mein              |
| 18 september 2024 | Hope Supercross #3 - Wyke, Bradford      | C2   | Thomas Mein      | Yorben Lauryssen | Alfie Amey     | Thomas Mein              |
| 21 september 2024 | Hope Supercross #4 - Hunsworth, Bradford | C2   | Yorben Lauryssen | Jenson Young     | Bram Sprangers | Yorben Lauryssen         |

## Vrouwen elite

### Kalender en podia
| Datum             | Locatie                                  | Cat. | Winnaar           | Tweede        | Derde       | Leider in het klassement |
| ----------------- | ---------------------------------------- | ---- | ----------------- | ------------- | ----------- | ------------------------ |
| 14 september 2024 | Hope Supercross #1 - Wyke, Bradford      | C2   | Laura Verdonschot | Nette Coppens | Femke Gort  | Laura Verdonschot        |
| 15 september 2024 | Hope Supercross #2 - Wyke, Bradford      | C2   | Laura Verdonschot | Jinse Peeters | Femke Gort  | Laura Verdonschot        |
| 18 september 2024 | Hope Supercross #3 - Wyke, Bradford      | C2   | Laura Verdonschot | Anna Kay      | Femke Gort  | Laura Verdonschot        |
| 21 september 2024 | Hope Supercross #4 - Hunsworth, Bradford | C2   | Laura Verdonschot | Anna Kay      | Lotte Baele | Laura Verdonschot        |

Kampioenschappen:  Wereldkampioenschappen ·
 Europese kampioenschappen ·
 Belgische kampioenschappen ·
 Nederlandse kampioenschappen
Klassementen:  Wereldbeker ·
 Superprestige ·
 X²O Badkamers Trofee ·
 HSF System Cup ·
 Trek USCX Series ·
 Coupe de France ·
 National Trophy Series ·
 Copa de España ·
 Swiss Cyclocross Cup ·
 Hope Supercross Series
Overig:  Exact Cross ·  Losse crossen België